# Каллергис, Димитриос
Дими́триос Калле́ргис (греч. Δημήτριος Καλλέργης; 1803, остров Крит, Османская империя — 24 апреля 1867, Афины, Греция) — греческий генерал и политический деятель.

## Биография

### Ранняя жизнь
Калаллергис родился в 1803 году на Крите. Происходит из выдающейся критской семьи Калаллергис, исторической семьи Милопотамос, корни которой уходят в Византийскую империю и которая приобрела известность при венецианском господстве на острове. В раннем возрасте он остался без отца и был отправлен в Россию на попечение царского министра иностранных дел графа Нессельроде, который в некоторых источниках упоминается как его дядя. После завершения общего образования он отправился в Вену, чтобы изучать медицину. С началом войны за независимость Греции отправился в Морею и присоединился к повстанцам.

### Война за независимость Греции
19 января 1822 года он сошел на берег со своими родственниками, Эммануэлем и Николаосом Калаллергисами, и офицером Валианосом на Гидре, привезя с собой боеприпасы стоимостью 100 000 рублей и рекомендательное письмо епископа Игнатия Оунровлачиаса.
Летом 1825 года он вместе со своим соотечественником Эммануэлем Антониадисом взял на себя руководство кампанией на Крите. 2 августа 200 революционеров заняли крепость Грамвуса, в которой в течение следующих месяцев собралось множество пиратов. Кампания провалилась, хотя, по словам американского филэллина Сэмюэля Гридли Хоу, Калаллергис не подходил на должность лидера. Впоследствии он участвовал в экспедиции Георгиоса Караискакиса в Румели и отличился. В октябре 1826 года он участвовал в неудачной атаке полковника Фабвье на Фивы (она была отправлена Караискакисом в качестве подкрепления).
30 января 1827 года он принял участие в победоносной битве при Кастелле, где он внес значительный вклад, а 20 февраля он решительно защищал район Трех башен, который в конечном итоге был завоеван османами, но она понесла несколько потерь. Он был взят в плен вражескими войсками во время катастрофической битвы при Фалероне, где он был лидером критских бойцов. Наконец, он был освобожден после того, как его семья заплатила крупную сумму за его выкуп, но во время плена османы отрезали ему одно ухо.

### После обретения независимости
Во время правления Иоанниса Каподистрии Калаллергис был одним из его сторонников. Он служил его адъютантом и приступил к организации регулярного подразделения кавалерии, где стал заместителем командира. После убийства губернатора он встал на сторону Аугустиноса Каподистрии и активно участвовал в гражданских конфликтах того времени. В январе 1832 года он сражался в качестве офицера кавалерии в битве при Аргосе и в марте в битве при Лутраки, где его силы и силы Никитараса были разбиты войсками Иоанниса Колеттиса.
В то же время он сделал военную карьеру в качестве офицера регулярной армии, в то время как он активно участвовал в политических вопросах того периода, сначала как последователь Русской партии, а затем Французской партии. В 1834 году, во время баварского регентства и правительства Колеттиса, он был заключен в тюрьму как сторонник Русской партии, значительные члены которой в то время поднимали различные восстания на территории Греции.